# Клинцовский район
Клинцо́вский райо́н — административно-территориальная единица (район) и муниципальное образование (муниципальный район) в Брянской области России.
Административный центр — город Клинцы (в состав района не входит).

## География
Расположен на юго-западе области. Площадь района — 1291 км². Основные реки — Ипуть, Унеча, Туросна.
Клинцовский район граничит со следующими муниципальными районами Брянской области:
- Суражским районом на северо-востоке,
- Унечским районом на востоке,
- Стародубским районом на юго-востоке,
- Климовским районом на юге,
- Новозыбковским районом на юго-западе,
- Гордеевским районом на северо-западе.

## История
- До 27 февраля 1802 года территория, занимаемая нынешним Клинцовским районом, входила в Стародубский полк Малороссийской губернии.
- С 27 февраля 1802 года эта территория в трёх уездах Черниговской губернии: Суражском, Новозыбковском и Стародубском.
- В 1918 году по Брестскому договору район находился в Черниговской губернии Украинской народной республики.
- В конце 1918 года территория района вместе с Черниговской губернией включена в состав РСФСР.
- С 11 июля 1919 года в составе Гомельской губернии.
- В декабре 1926 года Гомельская губерния была упразднена — Клинцовский, Новозыбковский и Стародубский уезды отошли к Брянской губернии.
- 14 января 1929 года образован Клинцовский район в составе Клинцовского округа Западной области.
- С 19 октября 1937 года район в составе Орловской области.
- 5 июля 1944 года Указом Президиума Верховного Совета СССР была образована Брянская область, в состав которой, наряду с другими, был включён и Клинцовский район.
- С 1963 по 1985 год в составе Клинцовского района находилась часть территории временно упразднённого Гордеевского района; по этой причине Клинцовский район в 1963—1985 гг. был несколько обширнее, чем сейчас.

## Население
| 2002    | 2009    | 2010    | 2011    | 2012    | 2013    | 2014    | 2015    | 2016    |
| ------- | ------- | ------- | ------- | ------- | ------- | ------- | ------- | ------- |
| 23 581  | ↘20 061 | ↗20 503 | ↘20 435 | ↘20 080 | ↘19 539 | ↘19 248 | ↘18 458 | ↘17 975 |
| 2017    | 2018    | 2019    | 2020    | 2021    |         |         |         |         |
| ↘17 686 | ↘17 408 | ↘17 251 | ↘17 022 | ↗17 163 |         |         |         |         |

### Национальный состав
По итогам переписи населения 2020 года проживали следующие национальности (национальности менее 0,1 % и другое, см. в сноске к строке «Другие»):
| Национальность | Численность, чел. | Доля     |
| -------------- | ----------------- | -------- |
| Русские        | 16 624            | 96,87 %  |
| Цыгане         | 88                | 0,51 %   |
| Украинцы       | 50                | 0,29 %   |
| Армяне         | 50                | 0,29 %   |
| Белорусы       | 45                | 0,26 %   |
| Таджики        | 23                | 0,13 %   |
| Другие         | 283               | 1,65 %   |
| Итого          | 17 163            | 100,00 % |

## Административно-муниципальное устройство
Клинцовский район в рамках административно-территориального устройства области, включает 9 административно-территориальных единиц — 9 сельских административных округов.
Клинцовский муниципальный район в рамках муниципального устройства, включает 9 муниципальных образований нижнего уровня со статусом сельских поселений:
| № | Муниципальное образование             | Административный центр  | Количество населённых пунктов | Население (чел.) | Площадь (км²) |
| - | ------------------------------------- | ----------------------- | ----------------------------- | ---------------- | ------------- |
| 1 | Великотопальское сельское поселение   | село Великая Топаль     | 12                            | ↘1106            | 117,77        |
| 2 | Гулёвское сельское поселение          | село Гулёвка            | 14                            | ↘997             | 107,52        |
| 3 | Коржовоголубовское сельское поселение | село Коржовка-Голубовка | 19                            | ↘3444            | 144,41        |
| 4 | Лопатенское сельское поселение        | село Лопатни            | 13                            | ↗1209            | 216,32        |
| 5 | Медвёдовское сельское поселение       | село Медведово          | 9                             | ↗2193            | 152,16        |
| 6 | Первомайское сельское поселение       | посёлок Первое Мая      | 8                             | ↗2317            | 128,70        |
| 7 | Рожновское сельское поселение         | село Рожны              | 17                            | ↗1617            | 242,18        |
| 8 | Смолевичское сельское поселение       | село Смолевичи          | 10                            | ↘2176            | 172,96        |
| 9 | Смотровобудское сельское поселение    | село Смотрова Буда      | 13                            | ↘2104            | 134,26        |

### Населённые пункты
В Клинцовском районе 115 населённых пунктов.
| №   | Населённый пункт   | Тип          | Население | Муниципальное образование             |
| --- | ------------------ | ------------ | --------- | ------------------------------------- |
| 1   | Андреевка-Печевая  | деревня      | ↘1        | Лопатенское сельское поселение        |
| 2   | Белая Криница      | посёлок      | ↘0        | Смолевичское сельское поселение       |
| 3   | Берёзовка          | деревня      | ↘34       | Смолевичское сельское поселение       |
| 4   | Близна             | деревня      | ↘45       | Смолевичское сельское поселение       |
| 5   | Борки              | посёлок      | ↘1        | Смолевичское сельское поселение       |
| 6   | Борозенщина        | посёлок      | ↘0        | Рожновское сельское поселение         |
| 7   | Бутовск            | село         | ↘182      | Медвёдовское сельское поселение       |
| 8   | Буян               | посёлок      | ↘12       | Лопатенское сельское поселение        |
| 9   | Великая Топаль     | село         | ↘699      | Великотопальское сельское поселение   |
| 10  | Веприн             | деревня      | ↗179      | Рожновское сельское поселение         |
| 11  | Волна              | посёлок      | →1        | Коржовоголубовское сельское поселение |
| 12  | Вольница 1-я       | посёлок      | ↘0        | Гулёвское сельское поселение          |
| 13  | Вольница 2-я       | посёлок      | ↗3        | Гулёвское сельское поселение          |
| 14  | Воровского         | посёлок      | ↘15       | Коржовоголубовское сельское поселение |
| 15  | Вьюнка             | деревня      | ↗435      | Коржовоголубовское сельское поселение |
| 16  | Ганновка           | хутор        | →0        | Лопатенское сельское поселение        |
| 17  | Гастенка           | село         | ↗28       | Гулёвское сельское поселение          |
| 18  | Глинное            | посёлок      | →0        | Лопатенское сельское поселение        |
| 19  | Голота             | посёлок      | →0        | Рожновское сельское поселение         |
| 20  | Гроза              | посёлок      | →1        | Коржовоголубовское сельское поселение |
| 21  | Гулёвка            | село         | ↘731      | Гулёвское сельское поселение          |
| 22  | Гута-Корецкая      | село         | ↘265      | Лопатенское сельское поселение        |
| 23  | Дровосеки          | посёлок      | ↘17       | Великотопальское сельское поселение   |
| 24  | Дубрава            | посёлок      | ↘21       | Великотопальское сельское поселение   |
| 25  | Душкино            | село         | ↘293      | Медвёдовское сельское поселение       |
| 26  | Зараманье          | посёлок      | ↘66       | Смотровобудское сельское поселение    |
| 27  | Заречье            | посёлок      | →0        | Гулёвское сельское поселение          |
| 28  | Заречье            | деревня      | ↘73       | Лопатенское сельское поселение        |
| 29  | Заря               | посёлок      | ↘3        | Коржовоголубовское сельское поселение |
| 30  | Заря               | посёлок      | ↗91       | Коржовоголубовское сельское поселение |
| 31  | Засновье           | посёлок      | ↘1        | Великотопальское сельское поселение   |
| 32  | Затишье            | посёлок      | ↘256      | Коржовоголубовское сельское поселение |
| 33  | Ивановщина         | посёлок      | ↗131      | Первомайское сельское поселение       |
| 34  | Кабановка          | деревня      | ↘9        | Смотровобудское сельское поселение    |
| 35  | Калинин            | посёлок      | ↘92       | Гулёвское сельское поселение          |
| 36  | Калинин            | посёлок      | ↘64       | Смотровобудское сельское поселение    |
| 37  | Каменуха           | посёлок      | ↘8        | Гулёвское сельское поселение          |
| 38  | Киваи              | село         | ↘490      | Медвёдовское сельское поселение       |
| 39  | Кипень-Ущерпский   | посёлок      | ↘32       | Рожновское сельское поселение         |
| 40  | Кирковка           | деревня      | ↘18       | Медвёдовское сельское поселение       |
| 41  | Киров              | посёлок      | ↘41       | Великотопальское сельское поселение   |
| 42  | Кневичи            | село         | ↘98       | Медвёдовское сельское поселение       |
| 43  | Кожухово           | посёлок      | →0        | Лопатенское сельское поселение        |
| 44  | Кожушье            | деревня      | →50       | Коржовоголубовское сельское поселение |
| 45  | Колпины            | посёлок      | ↘0        | Рожновское сельское поселение         |
| 46  | Коржовка-Голубовка | село         | ↘2224     | Коржовоголубовское сельское поселение |
| 47  | Корьма             | посёлок      | →0        | Рожновское сельское поселение         |
| 48  | Красная Криница    | посёлок      | ↘8        | Рожновское сельское поселение         |
| 49  | Красная Лоза       | посёлок      | →0        | Великотопальское сельское поселение   |
| 50  | Красная Роща       | посёлок      | ↘11       | Гулёвское сельское поселение          |
| 51  | Красная Туросна    | посёлок      | ↘8        | Гулёвское сельское поселение          |
| 52  | Красный            | посёлок      | →0        | Великотопальское сельское поселение   |
| 53  | Красный Клин       | посёлок      | ↗58       | Великотопальское сельское поселение   |
| 54  | Красный Луч        | посёлок      | →2        | Рожновское сельское поселение         |
| 55  | Красный Мост       | посёлок      | ↘31       | Великотопальское сельское поселение   |
| 56  | Красный Мост       | посёлок      | ↘17       | Гулёвское сельское поселение          |
| 57  | Красный Пахарь     | посёлок      | →0        | Медвёдовское сельское поселение       |
| 58  | Круглое            | посёлок      | ↘61       | Великотопальское сельское поселение   |
| 59  | Кузнец             | деревня      | ↘12       | Рожновское сельское поселение         |
| 60  | Лесновка           | деревня      | ↗40       | Рожновское сельское поселение         |
| 61  | Лопатни            | село         | ↘744      | Лопатенское сельское поселение        |
| 62  | Лукьяновка         | посёлок      | ↗27       | Коржовоголубовское сельское поселение |
| 63  | Лядовка            | посёлок      | ↘8        | Лопатенское сельское поселение        |
| 64  | Ляды               | посёлок      | ↗5        | Смотровобудское сельское поселение    |
| 65  | Маковье            | посёлок      | ↘35       | Лопатенское сельское поселение        |
| 66  | Малая Топаль       | село         | ↘404      | Великотопальское сельское поселение   |
| 67  | Мартьяновка        | село         | ↗600      | Смотровобудское сельское поселение    |
| 68  | Медведово          | село         | ↘867      | Медвёдовское сельское поселение       |
| 69  | Мельяковка         | посёлок      | ↗98       | Смолевичское сельское поселение       |
| 70  | Мизиричи           | посёлок      | ↘428      | Коржовоголубовское сельское поселение |
| 71  | Новая Алексеевка   | посёлок      | →0        | Лопатенское сельское поселение        |
| 72  | Новоеленский       | посёлок      | ↘0        | Коржовоголубовское сельское поселение |
| 73  | Новоречица         | посёлок      | ↘7        | Рожновское сельское поселение         |
| 74  | Новый Мир          | посёлок      | ↘1        | Рожновское сельское поселение         |
| 75  | Новый Рассвет      | посёлок      | ↘3        | Лопатенское сельское поселение        |
| 76  | Оболешево          | посёлок      | ↘349      | Медвёдовское сельское поселение       |
| 77  | Овсеенков          | посёлок      | ↘75       | Смотровобудское сельское поселение    |
| 78  | Окоп               | посёлок      | ↗10       | Смотровобудское сельское поселение    |
| 79  | Ольховка           | село         | ↘911      | Первомайское сельское поселение       |
| 80  | Особцы             | посёлок      | →11       | Гулёвское сельское поселение          |
| 81  | Павличи            | село         | ↘559      | Смотровобудское сельское поселение    |
| 82  | Павловский         | посёлок      | →3        | Коржовоголубовское сельское поселение |
| 83  | Первое Мая         | посёлок      | ↗927      | Первомайское сельское поселение       |
| 84  | Первомайский       | посёлок      | ↘22       | Гулёвское сельское поселение          |
| 85  | Песчанка           | село         | ↘239      | Смолевичское сельское поселение       |
| 86  | Писаревка          | деревня      | ↘31       | Рожновское сельское поселение         |
| 87  | Поляна             | посёлок      | ↘36       | Великотопальское сельское поселение   |
| 88  | Пчела              | посёлок      | →0        | Медвёдовское сельское поселение       |
| 89  | Раскосы            | посёлок      | ↗5        | Смотровобудское сельское поселение    |
| 90  | Робчик             | ж.д. разъезд | ↗20       | Коржовоголубовское сельское поселение |
| 91  | Рожны              | село         | ↗786      | Рожновское сельское поселение         |
| 92  | Рудня-Голубовка    | деревня      | ↘131      | Первомайское сельское поселение       |
| 93  | Рудня-Тереховка    | деревня      | ↘38       | Коржовоголубовское сельское поселение |
| 94  | Свердлов           | посёлок      | →1        | Коржовоголубовское сельское поселение |
| 95  | Свисток            | посёлок      | →0        | Рожновское сельское поселение         |
| 96  | Свобода            | посёлок      | ↘0        | Коржовоголубовское сельское поселение |
| 97  | Сергеевка          | посёлок      | ↘6        | Смотровобудское сельское поселение    |
| 98  | Смолевичи          | село         | ↘723      | Смолевичское сельское поселение       |
| 99  | Смотрова Буда      | село         | ↘993      | Смотровобудское сельское поселение    |
| 100 | Сосновка           | село         | ↘231      | Коржовоголубовское сельское поселение |
| 101 | Станилов           | посёлок      | ↘5        | Гулёвское сельское поселение          |
| 102 | Субовичи           | деревня      | ↘73       | Смолевичское сельское поселение       |
| 103 | Сурецкий Муравей   | посёлок      | ↘58       | Смотровобудское сельское поселение    |
| 104 | Сухопаровка        | посёлок      | ↘23       | Коржовоголубовское сельское поселение |
| 105 | Теремошка          | деревня      | ↘62       | Первомайское сельское поселение       |
| 106 | Токаревщина        | посёлок      | ↗88       | Первомайское сельское поселение       |
| 107 | Тулуковщина        | деревня      | ↘111      | Первомайское сельское поселение       |
| 108 | Туренев            | посёлок      | ↘2        | Первомайское сельское поселение       |
| 109 | Туросна            | село         | ↘387      | Гулёвское сельское поселение          |
| 110 | Унеча              | деревня      | ↘129      | Лопатенское сельское поселение        |
| 111 | Ущерпье            | село         | ↘1003     | Рожновское сельское поселение         |
| 112 | Филатов Хутор      | посёлок      | ↘1        | Смолевичское сельское поселение       |
| 113 | Чемерна            | посёлок      | ↘1251     | Смолевичское сельское поселение       |
| 114 | Ягодка             | посёлок      | →0        | Рожновское сельское поселение         |
| 115 | Якубовка           | деревня      | ↘54       | Смотровобудское сельское поселение    |

Упразднённые населенные пункты:
- 1999 год — посёлки Торфопредприятие Ректа, Фанзоновщина Гутокорецкой сельской администрации, Выдочка, Стражев, Запорожье Душкинской сельской администрации, Побережье Киваевской сельской администрации, Поплавы, Чахов, Дробница, Улетовка Рожновской сельской администрации, Кипень-Рожновский, Весёлая Роща Ущерпской сельской администрации[24]

## Достопримечательности
- Усадебно-парковый комплекс и храм Преображения Господня в селе Великая Топаль
- Мемориальный комплекс Речечка (на месте посёлка, сожжённого в годы фашистской оккупации)

## Известные уроженцы
Герои Советского Союза:
- Кремок Илья Васильевич
- Кудрин Роман Степанович
- Медведев Гавриил Николаевич

 Герой Российской Федерации
- Ворожанин Олег Викторович